# Bronhogena cista
Bronhogena cista je kongenitalna malformacija (urodjena mana) disajnih puteva u obliku cistične formacije. Može biti lokalizovana u bilo kom delu bronhijalnog stabla ili u drugim organima, ali se najčešče javlja na mestu račvanja dušnika na dva bronha. Može biti samostalna (solitarna) ili u vidu više formacija na bronhijalnoj cevi, ili se može razviti unutar plućnog parenhima.
Najĉešće su asimptomatske. Kod novorođenčeta može da izazове kašalj, dispneju sa respiratornim distresom i otežano hranjenje. Ako postoji primarna fistula onda se dijagnostikuje i sekrecija mukoidnog sadržaja. Inficirana cista daje simptomatologiju apscesa. U starijem životnom dobu epitel ciste može da maligno alterira u mukoepidermoidni karcinom. Lečenje je iskljuĉivo hirurško. .

## Epidemiologija
Učestalost
Incidencija bronhogene ciste na globalnom nivou je 1:68.000 novorodjenčadi, a u SAD stope prevalencije je 1 slučaj na 42.000 stanovnika što je respektivno. Iako su retke, bronhogene ciste su drugi najčešći podtip cista koje se nalaze u srednjem medijastinumu. Enterogene ciste su najčešći podtip cisti prednjeg dela trbuha, njih čine čak 70%; bronhogene ciste koje predstavljaju 7-15% cističnih lezija prednjeg dela trbuha.
Smrtnost / morbiditet
U jednoj studiji iz 1995. godine prijavljen je je postoperativni morbiditet od 13,4%. Ova serija je obuhvatila 45 odraslih i 24 pedijatrijska slučaja u periodu od 25 godina na Univerzitetu Lil u Francuskoj.
Pol
Bronhogene ciste su češće kod muškaraca.
Rasa
Nisu evidentirane rasna razlike za nastanak nastanak bronhogene ciste.

## Etiologija
Tačan mehanizam nastanka nije u potpunosti poznat. Zna se da bronhogena cista nastaje kao posledica genskih anomalija tokom embrionalnog perioda razvoja fetusa.

### Lokalizacija
Cista se najĉešće javlja u plućnom parenhimu ili medijastinumu (sredogruđu). Abormalne lokalizacije van grudne duplje su: zid grudnog koša (ispred grudne kosti, oko lopatica, dijafragma), trbuh, rame, brada i
vrat (u potkožnom tkivu vrata oko 3/4 bronhogenih cista nalazi se u PSL. Ako se nadu u gornjem delu vrata, ciste su najĉešće u srednjoj liniji i moguće je da su nastale od trahealnog pupoljka.
Poremećajem u formiranju bronhalnog pupoljka razviće se verovatnije cista bočne strane donje polovine vrata. Malo manje od polovine svih bronhogenih cista nalazi se u potkožnom tkivu ispred i iznad gornjeg kraja grudne kosti. Opisane su i ciste uz hioidne kosti sa ili bez sinusnog kanala. Neke od njih su povezane potkožnim fibroznim trakama za bazu kožne izrasline i manubrijum sternuma (grudne kosti).

## Klinička slika
Najveći broj pacijenata sa bronhogenom cistom je bez ikakvih kliničkih simptoma, a prvi klinički znaci obično se u proseku javljaju posle 15. godine ili se slučajno ranije otkrivaju u toku rutinskih pregleda.
Kod manifestnih formi bronhogene ciste, kliničkom slikom dominiraju sledeći simptomi i znaci:
- bol u grudima,
- pojava otežanog disanja (dispneja)
- kašalj sa iskašljavanjem sekreta, koji se kod dece javlja se pištanjem (vizing)
- iskašljavanje krvi (hemoptizija)

U slučaju infekcije ciste javlja se povišena telesna temperatura i groznica,. Kod razvoja malignih tumora poput adenokarcinoma (kod velikih cisti) javljaju se simptomi izazvani kompresijom drugih organa, poput: otežanog disanja (disfagija) i promuklosti.

## Dijagnoza
Dijagnoza bronhogene ciste postavlja se na osnovu anamneze, kliničke slike (koja nije dovoljna za postavljanje dijagnoze), dopunskih testovima i analiza, uključujući i torakoskopiju.
U toku trudnoće dijagnoza bronhogene ciste se može postaviti utrazvučnim pregledom (sa tačnošću preko 80%).
Od medicinskog imidžinga najćešče se koristi — rendgenski snimak grudnog koša, skener tomografija (kompjuterizovana tomografija) i nuklearna magnetna rezonanca (koja se veoma često izvodi prilikom dijagnostikovanja bronhogene ciste).
Ukoliko se cista nalazi na velikim disajnim putevima, dijagnoza se može postaviti i bronhoskopijom sa kamerom ili bez nje.

## Terapija
Lečenje bronhogene ciste je hirurško. Operativni zahvat (resekciju ciste) najbolje je obaviti izmedju trećeg i šestog meseca života novoroženčeta, ukoliko je dijagnoza postavljena tokom trudnoće.

## Prognoza
Prognoza lečene bronhogene ciste je dobra.

## Komplikacije
Komplikacije nelečene bronhogene ciste su:
- infekcija,
- pneumotoraks,
- opstrukcija disajnih puteva,
- smetnje u razvoju pluća.[27]

## Literatura
- James, William D.; Berger, Timothy G.; et al. (2006). Andrews' Diseases of the Skin: Clinical Dermatology. Saunders Elsevier.  978-0-7216-2921-6.
- Stewart, B, Cochran, A, Iglesia, K;  . (2001). „Unusual case of stridor and wheeze in an infant”. Pediatr Pulmonol. 34: 320—3. doi:10.1002/ppul.10129..
- Correia-Pinto, J, Gonzaga, S, Huang, Y;  . (2010). „Congential Lung Lesions – underlying molecular mechanisms”. Semin Ped Surg. 19 (3): 171—179. doi:10.1053/j.sempedsurg.2010.03.003..
- Maurin S, Hery G, Bourliere B, Potier A, Guys JM, Lagausie PD (јануар 2013). „Bronchogenic cyst: Clinical course from antenatal diagnosis to postnatal thoracoscopic resection”. J Minim Access Surg. 9 (1): 25—8. PMC 3630712 . PMID 23626416. doi:10.4103/0972-9941.107132 ..
- Casagrande, A.; Pederiva, F. (новембар 2016). „Association between Congenital Lung Malformations and Lung Tumors in Children and Adults: A Systematic Review”. J Thorac Oncol. 11 (11): 1837—1845. doi:10.1016/j.jtho.2016.06.023..
- Aktogu S, Yuncu G, Halilçolar H, Ermete S, Buduneli T (октобар 1996). „Bronchogenic cysts: clinicopathological presentation and treatment”. European Respiratory Journal. 9 (10): 2017—21. PMID 8902460. doi:10.1183/09031936.96.09102017..
- Jiang, J. H.; Yen, S. L.; Lee, S. Y.; Chuang, J. H. (март 2015). „Differences in the distribution and presentation of bronchogenic cysts between adults and children”. J Pediatr Surg. 50 (3): 399—401. PMID 25746696. doi:10.1016/j.jpedsurg.2014.06.008..
- Lee, E. Y.; Tracy, D. A.; Mahmood, S. A.; Weldon, C. B.; Zurakowski, D; Boiselle, P. M. (мај 2011). „Preoperative MDCT evaluation of congenital lung anomalies in children: comparison of axial, multiplanar, and 3D images”. American Journal of Roentgenology. 196 (5): 1040—6. PMID 21512069. doi:10.2214/AJR.10.5357..
- Shah, S. K.; Stayer, S. E.; Hicks, M. J.; Brandt, M. L. (новембар 2008). „Suprasternal bronchogenic cyst”. J Pediatr Surg. 43 (11): 2115—7. PMID 18970953. doi:10.1016/j.jpedsurg.2008.07.029..
- Cardinale, L.; Ardissone, F.; Cataldi, A.; Gned, D.; Prato, A.; Solitro, F.; Fava, C. (април 2008). „Bronchogenic cysts in the adult: Diagnostic criteria derived from the correct use of standard radiography and computed tomography”. Radiol Med. 113 (3): 385—94. PMID 18493775. doi:10.1007/s11547-008-0255-8.
- Ko, S. F.; Hsieh, M. J.; Lin, J. W.; Huang, C. C.; Li, C. C.; Cheung, Y. C.;  . (2006). „Bronchogenic cyst of the esophagus: clinical and imaging features of seven cases”. Clin Imaging. 30 (5): 309—14. PMID 16919550. doi:10.1016/j.clinimag.2006.02.003..
- Gorkem, S. B.; Coskun, A.; Yikilmaz, A.; Zurakowski, D.; Mulkern, R. V.; Lee, E. Y. (јун 2013). „Evaluation of pediatric thoracic disorders: Comparison of unenhanced fast-imaging-sequence 1.5-T MRI and contrast-enhanced MDCT”. American Journal of Roentgenology. 200 (6): 1352—7. PMID 23701075. doi:10.2214/AJR.12.9502.
- Recio Rodríguez M, Martínez de Vega V, Cano Alonso R, Carrascoso Arranz J, Martínez Ten P, Pérez Pedregosa J. MR imaging of thoracic abnormalities in the fetus. Radiographics. 2012 Nov-Dec. 32(7):E305-21.
- Jeon, H. G.; Park, J. H.; Park, H. M.; Kwon, W. J.; Cha, H. J.; Lee, Y. J.;  . (фебруар 2014). „Non-infected and Infected Bronchogenic Cyst: The Correlation of Image Findings with Cyst Content”. Tuberc Respir Dis (Seoul). 76 (2): 88—92. PMC 3948858 . PMID 24624219. doi:10.4046/trd.2014.76.2.88..

## Spoljašnje veze
- Pediatric Bronchogenic Cyst na: emedicine.medscape.com (језик: енглески)
- Bronchogenic Cyst Imaging na: emedicine.medscape.com (језик: енглески)

|  | Molimo Vas, obratite pažnju na važno upozorenje u vezi sa temama iz oblasti medicine (zdravlja). |